# Oligota effugens
Oligota effugens är en skalbaggsart som beskrevs av Thomas Casey 1911. Oligota effugens ingår i släktet Oligota och familjen kortvingar. Inga underarter finns listade i Catalogue of Life.